# Yvy Pop

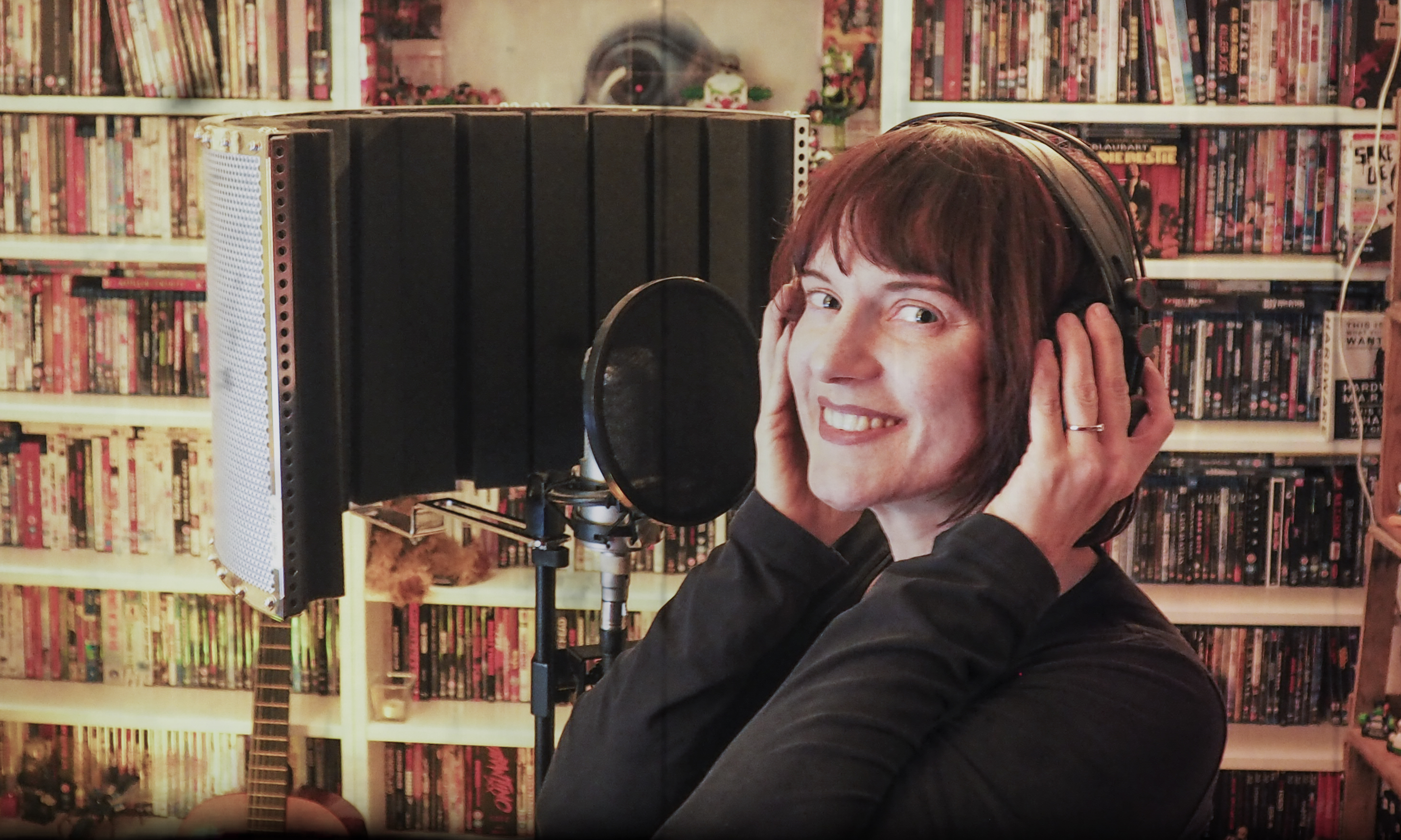
Aufnahmen zu No Place for a Man, Mondo Sangue (2017)

Yvy Pop, alias E.V.E (geboren am 30. März 1975 in Stuttgart, Deutschland) ist die Sängerin der Filmmusik-Band Mondo Sangue sowie eine freie Autorin und Radiomoderatorin.

## Biographie
Yvy Pop wurde als Sängerin verschiedener Punkbands bekannt. 1995 erschien das Debütalbum Back to the City der deutschen Powerpop-Band The Bam Bams. Es folgten das Album Come along und die Single You & the Summer, deren italienische Auskopplung Tu e l’Estate durch den Film Ein letzter Kuss von Gabriele Muccino vor allem in Italien bekannt wurde.
2002 gründete sie mit der Gitarristin Galactica die Band The Heroines und veröffentlichte das Album Groupie. Nach dem Ausstieg bei The Heroines 2003 sang Pop bei den Popzillas, die zwei Singles und ein Album über die fiktive Figur Pandora Pop bei Wolverine Records veröffentlichten. Im Rahmen der Proteste gegen Stuttgart 21 engagierte sie sich gemeinsam mit Kate Komplikate unter dem Namen Melitta Dingdong mit Live-Konzerten und Performances auf den Demonstrationen am Hauptbahnhof Stuttgart und beide traten u. a. bei der Gala Stuttgart steht auf im Theaterhaus Stuttgart mit Peter Grohmann, Christine Prayon, Walter Sittler und Wolfgang Schorlau auf.
2008 erschien das Buch Keine Zukunft war gestern beim Archiv der Jugendkulturen, Berlin mit Beiträgen von Marcus Leicher, Karin Dreier, Yvy Pop u. a. und Fotografien von Ralf Zeigermann, CP Krenkler und des 2019 verstorbenen Fotografen Richard Gleim. Begleitend zum Buch organisierte Yvy Pop eine Lesetour durch Deutschland 2008/2009 mit Textauszügen und musikalischen Beiträgen von S.Y.P.H., Abwärts, Hans-A-Plast, Neurotic Arseholes etc. Eine weitere autobiographische Erzählung enthält das 2021 erschienene Buch Abendkasse – eure schlimmsten Bühnenstorys, Lektora Verlag, Paderborn mit Beiträgen von Danger Dan, Anja Rützel, Deichkind, Judith Holofernes u. a. sowie Zeichnungen von Egon Forever.
Seit 2015 veröffentlicht Yvy Pop gemeinsam mit dem Komponisten Christian Bluthardt unter dem Namen Mondo Sangue Filmmusik in Anlehnung an B-Movies des italienischen Kinos der 1960 und 1970er Jahre. 2016 veröffentlichte Mondo Sangue den ersten Soundtrack zu dem (fiktiven) Kannibalenfilm L’Isola dei Dannati (Die Insel der Verdammten) als limitierte handnummerierte Vinyledition auf dem Label Allscore. 2018 folgte No Place for a Man (Il Villaggio delle Donne – Das Dorf der Frauen) als Hommage an den italienischen Spaghetti-Western. 2020 erschien das 3. Studioalbum VEGA-5 (Avventure nel Cosmo) – ein an die Sciencefiction-Serien der 1960 und 1970er Jahre angelehntes Weltraumabenteuer (u. a. erneut mit Duettpartner Bela B als Space Cowboy). Auf dem 2021 veröffentlichten Giallo-Album Rosso come la Notte ist neben Bela B auch der Autor und Musiker Eric Pfeil als Duettpartner vertreten. Im Zuge der Buchveröffentlichung AZZURRO – Mit 100 Songs durch Italien von Eric Pfeil erschien 2022 die gemeinsame Single Radio Gelato ('81 Mondo Originale Mix) [feat. Eric Pfeil] als Hommage an die Italo Disco der 1980er Jahre. Pop konzipierte im Sommer 2022 die Ausstellung MONDOVERSE – Die Film- und Soundwelten von Mondo Sangue im Deutschen Fleischermuseum. Auf dem fünften Mondo Sangue-Studioalbum Giallo come il giorno (2022) sind Rocko Schamoni, Dirk von Lowtzow, Eric Pfeil und Bela B als ihre Duettpartner vertreten, sowie auf dem im November 2024 erschienenen sechsten Album DIAMANTIK, einer fiktiven Fumetti-Verfilmung über die gleichnamige Meisterdiebin, neben Schamoni und Bela B auch die Sängerin Stefanie Schrank, das cinephile Pariser Duo Eroina und der Berliner Künstler Henning Sedlmeir. Auf dessen Album „Befehl aus dem Weltraum I + II“ (2025), im Film „Mañana Sol“ (2024) von Denis Pavlovic sowie auf dem Album „Wien“ (2025) von Andreas Dorau wirkte sie als Gastsängerin mit.
Seit 2008 ist Pop Moderatorin bei Radio Harakiri Freies Radio für Stuttgart.

## Diskographie
Alben
- 1995 The Bam Bams: Back to the City (Amöbenklang)
- 1997 The Bam Bams: Come along (High Society International)
- 2002 The Heroines: Groupie (Wolverine Records)
- 2006 The Popzillas: The Incredible Adventures of Pandora Pop (Wolverine Records)
- 2016 Mondo Sangue: L’Isola dei Dannati (Allscore)
- 2018 Mondo Sangue: No Place for a Man – Il Villaggio delle Donne (Allscore)
- 2020 Mondo Sangue: VEGA-5 – Avventure nel Cosmo (Allscore)
- 2021 Mondo Sangue: Rosso come la notte (Allscore)
- 2022 Mondo Sangue: Giallo come il giorno (Allscore)
- 2024 Mondo Sangue: DIAMANTIK (Allscore)

Singles/EPs
- 1991 M.D.W.: Der Himmel ist offen (Cassette, Huf Records)
- 1992 M.D.W.: Subjekt (7", Huf Records)
- 1996 The Bam Bams: You and the Summer (7", Incognito Records)
- 1999 The Bam Bams: Tu e l’Estate (7", Gonna Puke)
- 2002 The Heroines: Rock’n’Roll Boy (7")
- 2003 The Popzillas: Pandora Pop (CDep, Vitaminepillen Records)
- 2006 The Popzillas: Pandora Pop (CDep, Wolverine Records)
- 2010 Keine Zukunft war gestern Road Crew: Computerstaat (CDep, Andi’s Friends Records)
- 2020 Mondo Sangue: December on Earth (Allscore)[17]
- 2022 Mondo Sangue: Radio Gelato ('81 Mondo Originale Mix) [feat. Eric Pfeil] (7", Rheinschallplatten / Allscore)[18]
- 2022 Mondo Sangue: Schöne fremde Frau [feat. Rocko Schamoni] (Single) (Allscore)[19]

Verschiedenes (Auswahl)
- 1998 V.A.: Ich habe fertig (CD, Slaughterhouse Productions)
- 1999 V.A.: ... Aber Der Kult Lebt Weiter Vol. III (CD, NC Music)
- 2000 V.A.: Die Erben der Scherben – Keine Macht für Niemand (CD, Bigpop)
- 2001 V.A.: L'ultimo bacio (The Last Kiss) OST (CD, Universal)
- 2003 V.A.: Killer In Your Radio Vol.01/02 (CD, Wanker Records)
- 2003 V.A.: Walked In Line #21 (CD, Walked In Line Records, France)
- 2004 V.A.: Punk Chartbusters Vol. 5 (CD, Wolverine Records)
- 2004 V.A.: All Good Cretins Go To Heaven: A Tribute To The Ramones (CD, Cargo Records)
- 2005 V.A.: Our Small Tribute To Blondie (CD, Trash 2001 Records)
- 2008 V.A.: Rubber Factory Records Presents A Tribute To Leatherface (CD, Rubber Factory Records)
- 2007 The Spook: Let There Be Dark (CD, Fiendforce Records)
- 2010 K21: Stuttgart steht auf – Protestsongs und kabarettistische Reden (CD, floff publishing)
- 2018 Stadtlücken: Soundtrack[20] (Filmmusik) (Dokumentarfilm, Regie: Denis Pavlovic, Filmakademie Baden-Württemberg)
- 2019 Bela B. feat. Mondo Sangue: Kein Ort für einen Mann Bingo[21] (CD, B-Sploitation)
- 2022 Torben Denver Band: Ohne Funk
- 2023 Herr Wade: Autostrade (feat. Yvy Pop)[22]
- 2024 Sedlmeir: Il Comando[23]
- 2024 Mañana Sol: Soundtrack[24] (Filmmusik) (Dokumentarfilm, Regie: Denis Pavlovic, Filmakademie Baden-Württemberg)
- 2024 Sedlmeir: Befehle aus dem Weltraum I+II[25]
- 2025 Andreas Dorau: Wien[26]